# Thomas Eugene Kurtz
Thomas Eugene Kurtz (22. února 1928 – 12. listopadu 2024) byl americký informatik, který spolu se svým kolegou Johnem Georgem Kemenym v roce 1964 vytvořil programovací jazyk BASIC (v 80. letech ho aktualizovali a nabídli jako komerční produkt). Spolu vytvořili i Dartmouth Time-Sharing System (DTSS), který umožňuje více lidem pracovat na jednom počítači.
Vystudoval Knox College v Galesburgu (1950) a poté získal doktorát (Ph.D.) na Princetonské univerzitě (1956), pod vedením Johna Tukeye. Téhož roku nastoupil na katedru matematiky Dartmouth College, kde vyučoval statistiku a numerickou analýzu. Zde začal úzce spolupracovat s Kemenym.